# Letohrad

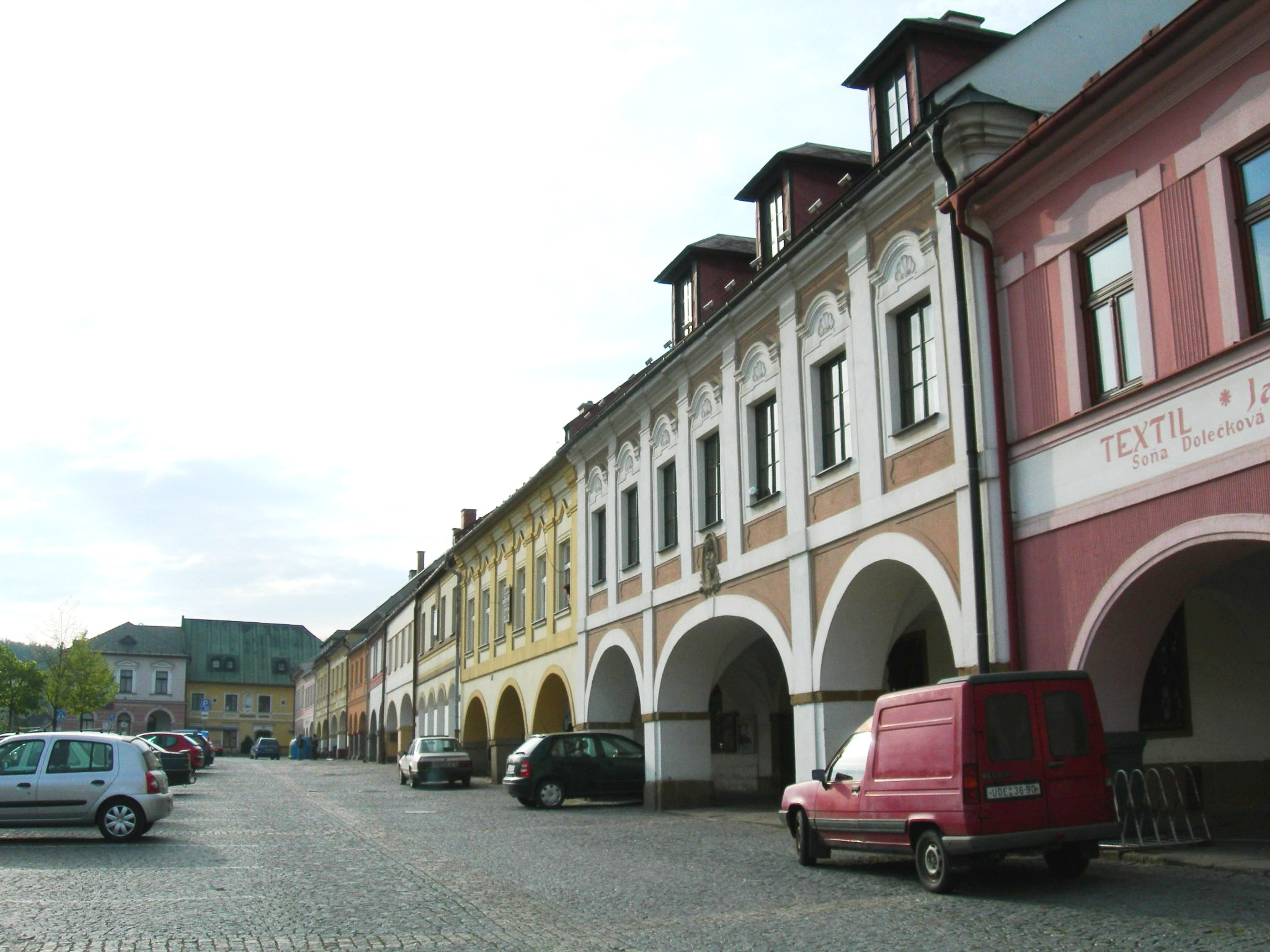
Stare miasto

Letohrad (do roku 1950 Kyšperk niem. Geiersberg) – miasto w Czechach, w kraju pardubickim. Według danych z 31 grudnia 2003 powierzchnia miasta wynosiła 2355 ha, a liczba jego mieszkańców 6195 osób. Miasto leży u podnóża Gór Orlickich, nad Cichą Orlicą.
Wsie: Červená, Kunčice oraz Orlice leżą w granicach administracyjnych miasta.
W mieście jest stacja kolejowa Letohrad.

## Historia

### Kyšperk
Pierwsze wzmianki w źródłach pisanych pochodzą z 1308 roku, dotyczą one zamku Geiersberg. W 1513 roku Kyšperk był wymieniany po raz pierwszy jako miasto. W drugiej połowie XVII wieku właściciel miasta Hynek Jetřich Vitanovský z Vlčkovic przyczynił się znacząco do jego rozwoju: zarządził odbudowę zamku, ufundował barokowy kościół św. Wacława, wybudował szpital miejski. Wielki pożar z 1824 roku strawił 76 domów. W 1874 roku przez Kyšperk poprowadzona została linia kolejowa, co zapoczątkowało rozwój przemysłu tekstylnego i drzewnego.

### Wieś Červená
Przed rokiem 1950 nosiła nazwę Rotnek. Jest oddzielona od pozostałej części miasta urwiskiem zwanym Hrubý kámen.

### Wieś Kunčice
Pierwsze wzmianki w dokumentach pochodzą z 1292 roku. W 1685 roku został wybudowany ceglany kościół, odbudowany w 1761 roku. Od połowy XIX wieku do 1922 roku istniała tutaj manufaktura produkująca zapałki. Wieś przyłączono do Letohradu w 1950 roku.

### Orlice
Miejsce po raz pierwszy wymieniano w dokumencie z 1361 roku (istniała tutaj mała forteca) pod oryginalną, łacińską nazwą Pratum. Przed 1406 rokiem pojawiła się nazwa Orlice. Wieś ma stary kościół, który spalono podczas wojen husyckich, a po raz ostatni odbudowano w 1711 roku. Pod koniec XIX wieku powstało tutaj wiele fabryk tekstyliów.

## Letohrad dzisiaj
Po II wojnie światowej podstawowym źródłem zatrudnienia mieszkańców stały się przemysł elektrotechniczny, produkcja materiałów budowlanych oraz rolnictwo. W okresie socjalizmu wzniesiono budynki mieszkalne z wielkiej płyty. Po aksamitnej rewolucji w 1989 roku odnowiono historyczne centrum miasta.

## Demografia
| Rok             | 1970 | 1980 | 1991 | 2001 | 2003 |
| --------------- | ---- | ---- | ---- | ---- | ---- |
| Liczba ludności | 5078 | 5624 | 6203 | 6283 | 6195 |

Źródło: Czeski Urząd Statystyczny

## Główne atrakcje miasta
- Zamek Kyšperk
- Barokowa morowa kolumna maryjna
- Kaplica pw. Jana Nepomucena
- Muzeum Miejskie oraz Muzeum Rzemiosł
- Park zamkowy

## Znane osoby związane z miastem
- Malarz Alfons Mucha (1860–1939), mieszkał i tworzył w Letohradzie (wtedy Kyšperku) w czasie wakacji w latach 1934–1935
- Pisarz Peter Jilemnický (1901–1949), urodzony w Letohradzie
- Malarze Ignác Umlauf(inne języki) (1821–1851) i jego brat, Jan Umlauf(inne języki) (1825–1916), obaj tworzyli i zmarli w Letohradzie,
- František Vladislav Hek(inne języki) (1769–1847), wczesny aktywista czeskiego odrodzenia narodowego, zmarły w Letohradzie
- Dyplomata Josef Korbel(inne języki) (1909–1977), ojciec amerykańskiej polityk Madeleine Albright, urodzony w Letohradzie

## Miasta partnerskie
- Daruvar, Chorwacja
- Hausen am Albis, Szwajcaria
- Niemcza, Polska